# Lítsa Ammanatídou-Paschalídou
Evangelía « Lítsa » Ammanatídou-Paschalídou (grec moderne : Ευαγγελία «Λίτσα» Αμμανατίδου-Πασχαλίδου), née le 7 juillet 1966 à Thessalonique, est une femme politique grecque.

## Biographie
Diplômée de l'université, elle devient ensuite marchande de matériel agricole.
Elle adhère au Parti communiste de Grèce en 1984. 
Elle est membre du comité central de la SYRIZA.
En 2012, elle est chargée de la Macédoine et des affaires thraces dans le cabinet fantôme (« σκιώδης κυβέρνηση ») de SYRIZA.
Lors des élections législatives grecques de janvier 2015, elle est élue députée au Parlement hellénique sur la liste de la SYRIZA dans la deuxième circonscription de Thessalonique.
Le 21 août 2015, elle quitte la SYRIZA avec vingt-quatre autres députés dissidents pour créer Unité populaire.